# کلونووا گورا
کلونووا گورا (به لهستانی:  Klonowa Góra) یک روستا در لهستان است که در گمینا باکاواژوو واقع شده‌است.